# Lista filmów produkcji Lightstorm Entertainment
Chronologiczna lista filmów produkcji wytwórni filmowej Lightstorm Entertainment:
- Terminator 2: Dzień sądu[1] (1991)
- Otchłań[2] (1993)
- Prawdziwe kłamstwa[3] (1994)
- Dziwne dni[4] (1995)
- T2 3D: Battle across Time (1996)
- Titanic[5] (1997)
- Solaris[6] (2002)
- Avatar[7] (2009)
- Sanctum (2011)
- Alita: Battle Angel[8] (2019)
- Terminator: Mroczne przeznaczenie[9] (2019)

## Nadchodzące
- Avatar 2[10] (2022)
- Avatar 3[10] (2024)
- Avatar 4[10] (2026)
- Avatar 5[10] (2028)
- The Informationist[11] (TBA)